# Tumbleweeds
Tumbleweeds, conocida como Huyendo del pasado,  es una película de comedia dramática estadounidense de 1999 dirigida por Gavin O'Connor. Él coescribió el guion con su entonces esposa Angela Shelton , y se inspiró en sus recuerdos de una infancia que pasó en el camino con su madre casada en serie. Está protagonizada por Janet McTeer , Kimberly J. Brown y Jay O. Sanders.
La actriz Janet McTeer fue ganadora en los premios Globo de Oro, Satellite Awards, Independent Spirit Award y nominada en los Premios Oscar como Mejor Actriz por su interpretación.

## Sinopsis
Una mujer se enamora de un ex-pretendiente y se muda con su hija de 12 años, cada vez que fracasa en una relación amorosa.

## Reparto
- Janet McTeer como Mary Jo Walker.
- Kimberly J. Brown como Ava Walker.
- Gavin O'Connor como Jack Ranson.
- Jay O. Sanders como Dan Miller.
- Laurel Holloman como Laurie Pendleton.
- Lois Smith como Ginger.
- Michael J. Pollard como Mr. Cummings
- Cody McMains como Adam Riley.
- Sara Downing como Rachel Riley.
- Ashley Buccille como Zoe Brussard.
- Jennifer Paige como la enfermera.

## Recepción

### Crítica
La película tuvo críticas positivas, elogiando más la interpretación de Janet McTeer. Peter Travers, de Rolling Stone , escribió: "McTeer y Brown hacen magia en una película que es maravillosamente divertida, conmovedora y vital". Además, tiene una calificación de 82% en Rotten Tomatoes basada en 68 opiniones.

### Reconocimiento
- Premios Oscar a la Mejor Actriz (Janet McTeer, nominada)
- Premios Globo de Oro a la Mejor Actriz de Comedia o Musical (Janet McTeer, ganadora)
- Independent Spirit Award a la Mejor Actriz (Janet McTeer, nominada)
- Independent Spirit Award al Mejor Debut (Kimberly J. Brown, ganadora)
- National Board of Review a la Mejor Actriz (Janet McTeer, ganadora)
- Satellite Awards a la Mejor Actriz de Comedia o Musical (Janet McTeer, ganadora)